# Schönborn (Frielendorf)
Schönborn ist ein Ortsteil der Gemeinde Frielendorf im nordhessischen Schwalm-Eder-Kreis.

## Geographische Lage
Schönborn liegt in den Nordwestausläufern des Knüllgebirges rund 5,5 km südsüdwestlich des Hauptortes, zwischen den Frielendorfer Dörfern Leimsfeld im Nordnordwesten und Obergrenzebach im Südosten und dem Schwalmstädter Dorf Niedergrenzebach im Südwesten. Nördlich vorbei an Schönborn fließt etwa in Ost-West-Richtung der Schwalm-Zufluss Gers.

## Geschichte
Die älteste bekannte schriftliche Erwähnung von Schönborn erfolgte unter dem Namen Sconenburnen im Jahr 1260 in einer Urkunde des Klosters Spieskappel. Weitere Erwähnungen erfolgten unter den Ortsnamen (in Klammern das Jahr der Erwähnung): Schonenborne (1405), Schomborne (1436) und Schonborn. Im Jahre 1747 wird eine Mühle im Ort genannt.
Im Zuge der Gebietsreform in Hessen bildeten am 31. Dezember 1971 die bis dahin selbständigen Gemeinden Leimsfeld, Obergrenzebach und Schönborn die neue Gemeinde Grenzebach.
Da die Gemeinde Grenzebach nach Ansicht der hessischen Landesregierung noch immer zu klein war, wurde sie am 1. Januar 1974 kraft Landesgesetz mit der zuvor gebildeten Großgemeinde Frielendorf und sechs weiteren Gemeinden zur neuen Großgemeinde Frielendorf zusammengeschlossen. Diese wechselte in den neu geschaffenen Schwalm-Eder-Kreis. Als Verwaltungssitz wurde Frielendorf bestimmt. Für die ehemals eigenständigen Gemeinden von Frielendorf wurde je ein Ortsbezirk mit Ortsbeirat und Ortsvorsteher nach der Hessischen Gemeindeordnung gebildet.

## Bevölkerung

### Einwohnerstruktur 2011
Nach den Erhebungen des Zensus 2011 lebten am Stichtag, dem 9. Mai 2011, in Schönborn 117 Einwohner. Darunter waren 3 (2,6 %) Ausländer.
Nach dem Lebensalter waren 18 Einwohner unter 18 Jahren, 45 zwischen 18 und 49, 21 zwischen 50 und 64 und 33 Einwohner waren älter. Die Einwohner lebten in 45 Haushalten. Davon waren 9 Singlehaushalte, 12 Paare ohne Kinder und 18 Paare mit Kindern, sowie 3 Alleinerziehende und keine Wohngemeinschaften. In 12 Haushalten lebten ausschließlich Senioren und in 27 Haushaltungen lebten keine Senioren.

### Einwohnerentwicklung
| Quelle: Historisches Ortslexikon |                                                        |
| • 1502:                          | 6 Männer                                               |
| • 1585:                          | 10 Hausgesesse                                         |
| • 1639:                          | 6 Männer, eine Witwe                                   |
| • 1681:                          | 5 Hausgesesse                                          |
| • 1747:                          | 12 Wohnhäuser einschließlich einer Mühle, 75 Einwohner |

| Schönborn: Einwohnerzahlen von 1834 bis 2017 | Schönborn: Einwohnerzahlen von 1834 bis 2017 | Schönborn: Einwohnerzahlen von 1834 bis 2017 | Schönborn: Einwohnerzahlen von 1834 bis 2017 | Schönborn: Einwohnerzahlen von 1834 bis 2017 |
| --- | -------------------------------------------- | -------------------------------------------- | -------------------------------------------- | -------------------------------------------- |
| Jahr |                                              |                                              |                                              | Einwohner                                    |
| 1834 | 1834                                         |                                              | 115                                          | 115                                          |
| 1840 | 1840                                         |                                              | 107                                          | 107                                          |
| 1846 | 1846                                         |                                              | 105                                          | 105                                          |
| 1852 | 1852                                         |                                              | 124                                          | 124                                          |
| 1858 | 1858                                         |                                              | 125                                          | 125                                          |
| 1864 | 1864                                         |                                              | 141                                          | 141                                          |
| 1871 | 1871                                         |                                              | 120                                          | 120                                          |
| 1875 | 1875                                         |                                              | 110                                          | 110                                          |
| 1885 | 1885                                         |                                              | 116                                          | 116                                          |
| 1895 | 1895                                         |                                              | 135                                          | 135                                          |
| 1905 | 1905                                         |                                              | 120                                          | 120                                          |
| 1910 | 1910                                         |                                              | 122                                          | 122                                          |
| 1925 | 1925                                         |                                              | 151                                          | 151                                          |
| 1939 | 1939                                         |                                              | 139                                          | 139                                          |
| 1946 | 1946                                         |                                              | 203                                          | 203                                          |
| 1950 | 1950                                         |                                              | 210                                          | 210                                          |
| 1956 | 1956                                         |                                              | 166                                          | 166                                          |
| 1961 | 1961                                         |                                              | 149                                          | 149                                          |
| 1967 | 1967                                         |                                              | 150                                          | 150                                          |
| 1980 | 1980                                         |                                              | ?                                            | ?                                            |
| 1990 | 1990                                         |                                              | ?                                            | ?                                            |
| 2000 | 2000                                         |                                              | ?                                            | ?                                            |
| 2011 | 2011                                         |                                              | 117                                          | 117                                          |
| 2017 | 2017                                         |                                              | 109                                          | 109                                          |
| Datenquelle: Historisches Gemeindeverzeichnis für Hessen: Die Bevölkerung der Gemeinden 1834 bis 1967. Wiesbaden: Hessisches Statistisches Landesamt, 1968. Weitere Quellen: LAGIS; Gemeinde Frielendorf, Zensus 2011 |                                              |                                              |                                              |                                              |

### Historische Religionszugehörigkeit
| Quelle: Historisches Ortslexikon |                                                                   |
| • 1861:                          | 132 evangelisch-reformierte Einwohner.                            |
| • 1885:                          | 116 evangelische (= 100 %) Einwohner                              |
| • 1961:                          | 137 evangelische (= 91,95 %), 12 katholische (= 8,05 %) Einwohner |

### Historische Erwerbstätigkeit
| • 1747: | ein Schneider, ein Müller, sechs Ackerleute                                                                                      |
| • 1838  | Familien: 10 Ackerbau, ein Gewerbe, 7 Tagelöhner                                                                                 |
| • 1961  | Erwerbspersonen: 50 Land- und Forstwirtschaft, 23 produzierendes Gewerbe, 8 Handel und Verkehr, 4 Dienstleistungen und Sonstiges |

## Politik
Für Schönborn besteht ein Ortsbezirk (Gebiete der ehemaligen Gemeinde Schönborn) mit Ortsbeirat und Ortsvorsteher nach der Hessischen Gemeindeordnung. Der Ortsbeirat besteht aus fünf Mitgliedern.
Bei den Kommunalwahlen in Hessen 2021 betrug die Wahlbeteiligung zum Ortsbeirat Schönborn 72,8 %. Alle Kandidaten gehörten der „Wählergemeinschaft Schönborn“ an. Der Ortsbeirat wählte Frank Hooß zum Ortsvorsteher.

## Kulturdenkmäler
Für die Kulturdenkmäler des Ortes siehe die Liste der Kulturdenkmäler in Schönborn (Frielendorf).